# NGC 2618
NGC 2618 is een spiraalvormig sterrenstelsel in het sterrenbeeld Waterslang. Het hemelobject werd op 20 december 1784 ontdekt door de Duits-Britse astronoom William Herschel.

## Synoniemen
- UGC 4492
- MCG 0-22-23
- ZWG 4.74
- NPM1G +00.0220
- PGC 24156